# ナイトゴーント
ナイトゴーント（Night-gaunts）はクトゥルフ神話に登場する架空の生物。漢字で夜鬼、夜の魍魎とも邦訳名される。
ドリームランドの生物。容姿はいわゆる「西洋の悪魔」のようで、のっぺらぼうの顔に蝙蝠の翼と長い尻尾を生やしており、ゴムのような質感の黒い皮膚に覆われている。

## 概要

### 初期設定
ハワード・フィリップス・ラヴクラフト（以下HPL）が「5歳のときに見た悪夢」に登場した生物を、作品に書いたものとされている。初出はドリームランドを舞台とする『未知なるカダスを夢に求めて』。
ノーデンスの命を受けて、聖地ングラネク山を遊弋し、近づく人間を発見すると、群れで襲いかかり空中へと抱え上げて、尻尾でくすぐってくる。なおも抵抗しようとすると、そのままナスの谷へと連れて行って深淵へと投げ捨てる。
ノーデンスとナイアーラトテップは対立しており、ノーデンス配下のナイトゴーントは、ナイアーラトテップ配下のシャンタク鳥にとっては天敵として恐れられている。またナイトゴーントはグールとも協力関係にある。
HPLからの引用を多用したダーレス作品のクトゥルフ神話を説明する文脈においては、たびたび名前が言及されるが、ダーレス自身がナイトゴーント（およびドリームランド）を題材とした作品はみられない。

### 派生設定
リン・カーターとブライアン・ラムレイは、ナイアーラトテップとイブ＝ツトゥルをナイトゴーントの支配者とした。これは先述のHPL設定に反するものとなっている。ナイアーラトテップとナイトゴーントの関係に着目した作品としては、日本の邪神伝説シリーズがある。
イェグ＝ハという魔物がおり、この怪物はナイアーラトテップ配下のレッサー・オールド・ワンであり、ナイトゴーント達を率いるとされる
邪神イブ＝ツトゥルもまたナイトゴーントを従える。ナイアーラトテップの息子がイブ＝ツトゥルである。
また、ラムレイのドリームランドシリーズでは、ナイトゴーントはもともと目覚めの世界の古代ティームドラ大陸の生物であり、ティームドラの住人が夢見人になったときにドリームランドに持ち込まれたとされている。ナイトゴーントを使い魔として使役する人物もいる。

## 登場作品
- HPL：ユゴスの黴 No20、未知なるカダスを夢に求めて
- ブライアン・ラムレイ：幻夢の時計（サーガ3）、幻夢の英雄（幻夢郷1）